# 西奈山
西奈山（羅馬化：Har Sīnay，羅馬化：Ṭūrāʾ Dsyny，羅馬化：Jabal Musa，直译：「穆薩山」）又譯西乃山，是埃及西奈半岛南端的一座山。

## 地理
西奈山海拔高度为2,285米，在西奈半島仅次於海拔2,637米的凯瑟琳山（Mount St. Catherine），後者是西奈半岛和埃及的最高峰。周围被山脉高峰环绕。

## 修道院
圣凯瑟琳修道院位于山脚，海拔约为1,200米。

## 宗教聖地
在《希伯來聖經》中，西奈山是耶和華的使者從荊棘裡火焰中向摩西顯現之處。領以色列人出埃及後，摩西在這座山代表以色列人領受耶和華的律法十诫。當摩西在山上時，亞倫制造了金牛犢给以色列人敬拜。摩西下山看见，摔碎了法版。经过懲罰和认罪后，摩西回到西奈山，要求上帝制造新的石碑，並放在约柜內，当中放置很多上帝口述的內容。